# 佐藤全
佐藤 全（さとう あきら、1940年8月30日 -2021年8月17日 ）は、日本の教育学者。専門は、教育行政及び学校経営。元国立教育研究所部長、前日本女子大学教授。

## 来歴
宮城県生まれ。東北大学大学院教育学研究科博士課程中退、1983年「米国教育課程関係判決例の研究」で東北大学教育学博士。1965年県立高校英語教員、1969年私立短大専任講師、1971年東北大学助手、1973年香川大学教育学部助手、講師、助教授、1978年国立教育研究所主任研究官、室長、部長を経て退官。その後、日本女子大学人間社会学部教授、2009年定年退職。
退職後は学会関係から一切退き、後進に道を譲っている。

## 著書
- 『米国教育課程関係判決例の研究 日米比較教育法研究序説』風間書房 1984
- 『親の教育義務と権利 家庭教育と学校教育の役割分担に関する学際的考察』風間書房 1988
- 『学校改善を担う教師の資質』東洋館出版社 シリーズ『学校改善とスクールリーダー』 学校改善を促すスクールリーダー 1993

## 編著
- 『教師の人事考課読本』教育開発研究所、2000年
- 『日本の教育 第4巻 学校改善と教職の未来』牧昌見共編著 教育開発研究所 1990
- 『教員の人事行政 日本と諸外国』若井彌一共編著 ぎょうせい 1992
- 『教員に求められる力量と評価<日本と諸外国> 公立学校の教育はどこまで評価できるか』坂本孝徳共編著 東洋館出版社 1996

## 注
1. ↑  日本女子大学